# Friedrich Morton
Friedrich Morton (Gorizia, 1º gennaio 1890 – Hallstatt, 10 luglio 1969) è stato un naturalista, botanico e speleologo austriaco.

## Biografia
Morton compiuti gli studi universitari a Vienna, fondò nel 1923 la stazione botanica e meteorologica di Hallstatt e nel 1925 assunse la direzione dello Statter Hall Museum, carica che conservò fino al 1967. Tra il 1937 e il 1940 portò alla luce con i suoi scavi un'importante necropoli situata nei pressi di Hallstatt risalente al X-IX secolo a.C. e contribuì in modo significativo all'esplorazione di grotte nelle montagne di Dachstein a Obertraun e alla conoscenza della Cultura di Hallstatt.
Tra la prima e la seconda guerra mondiale, viaggiò nel Quarnero, in Tunisia, Egitto, Abissinia e in tutte le Ande sudamericane, dal 1928 al 1929 fu in Guatemala ma anche a Trinidad, Venezuela, Honduras,
Panama, Salvador e descrisse molte piante autoctone. Morton svolse anche attività di ricerca in Italia, a Trieste, ove studiò le scogliere di Duino, in Trentino, a Riva del Garda, come collaboratore del locale Museo civico approfondì le sue conoscenze botaniche in Val di Ledro sul monte Tremalzo e in Val Vestino sul monte Tombea-Caplone (maggio-giugno 1961) pubblicando poi gli esiti dei sue indagini botaniche e archeologiche in riviste locali.
La sua abbreviazione autore botanico è "F. Morton" e pubblicò 34 libri.

## Scritti
- Osservazioni botaniche in Val Vestino, a cura del Museo tridentino di scienze naturali, 1963.
- Eine unechte Wasserblüte auf dem Hallstätter See, Stoccarda: Schweizerbart, 1927.
- Das "Warme Wasser" am Hallstätter See, Stoccarda: Schweizerbart, 1932.
- Der Waldbachursprung, Stoccarda: Schweizerbart, 1930.
- Der Vrana-See auf der italienischen Insel-Cherso, Stoccarda: Schweizerbart, 1933.
- Pflanzensoziologische Untersuchungen im Gebiet des Dachsteinmassivs, Sarsteins und Höllengebirges, Dahlem bei Berlin: Selbstverl. Prof. F. Fedde, 1932.
- Ein neuer Tragsack für Salz aus Hallstatt, Vienna : Schroll, 1939.
- Weitere gleichzeitige Temperaturmessungen und Planktonfänge um Hallstätter See, Stoccarda: Schweizerbart, 1930.
- Weitere Temperaturmessungen im Hallstätter See, Stoccarda: Schweizerbart, 1930.
- Gleichzeitige Temperaturmessungen zwischen 0 m und 10 m im Gesamtbereiche des Hallstätter Sees, Stoccarda: Schweizerbart, 1930.
- 13 Interessante Seetypen des steirischen Salzkammergutes, Stoccarda: Schweizerbart, 1932.
- Der Sommersberger See, Stoccarda: Schweizerbart, 1940.
- Der Sauerstoffgehalt einiger Quellen des Hallstätter Gebietes, Stoccarda: Schweizerbart, 1927.
- Die "Regenflecke" des Hallstätter Sees, Stoccarda: Schweizerbart, 1931.
- Die Pfarrkirche von Hallstatt, München: Schnell & Steiner, 1939.
- Das Lichtklima von Hochabessynien im November 1931, Hallstatt: Botanische Station, 1933.
- Das Lichtklima von Hallstatt-Markt, Hallstatt-Lahn und Hallstatt-Salzberg, Berlino: Urban u. Schwarzenberg, 1933.
- Das Lichtklima von Hallstatt im oberösterreichischen Salzkammergut, Berlino: Urban & Schwarzenberg, 1931.
- Leut' zwischen Berg und See, Wien: Österr. Bundesverlag f. Unterricht, Wissenschaft u. Kunst, 1930.
- Die Lärchennadelnseebälle des Hallstätter Sees, Stoccarda: Schweizerbart, 1939.
- Köhbrunnen und Lotungen im Hallstätter See im Winter 1929, Stoccarda: Schweizerbart, 1929.
- Kessel bei Hallstatt, Stoccarda: [Schweizerbart], 1930.
- Neue und verbesserte Instrumente zur Seenforschung, Stoccarda: Schweizerbart, 1931.
- Höhlenpflanzen, Vienna: Ed. Hölzel, 1925.
- Höhlenpflanzen, Vienna: Bundeshöhlenkommission, 1922.
- Wirtschaftsraum Hallstatt, Berlino: C. Heymann, 1934.
- Hallstatt, Hallstadt: Marktgemeinde, 1929, 2. verb. Aufl.
- Hallstatt, Hallstatt: Marktgemeinde Hallstatt, 1925.